# Moleiro-parasítico

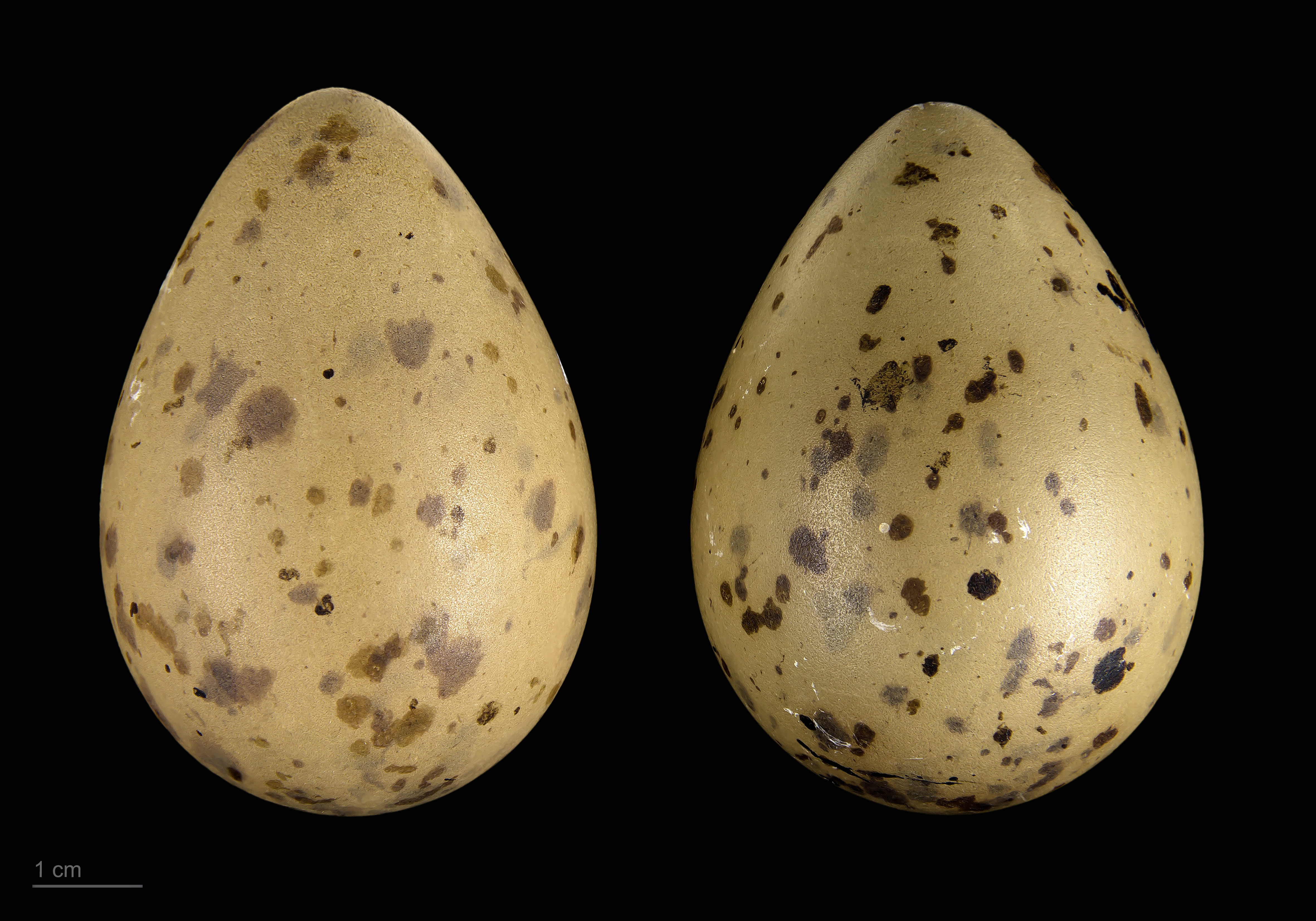
Stercorarius parasiticus - MHNT

O moleiro-parasítico ou mandrião-parasítico (Stercorarius parasiticus) é uma ave caradriforme da família Stercorariidae.
À semelhança dos restantes moleiros, persegue frequentemente outras aves marinhas, para lhes roubar o alimento.
Este moleiro nidifica na Escócia, na Escandinávia e na Islândia e inverna no Oceano Atlântico. Em Portugal, ocorre regularmente durante as passagens migratórias de outono e de primavera.

## Subespécies
A espécie é monotípica (não são reconhecidas subespécies)